# Edward Jenner
Pour les articles homonymes, voir Jenner.
Edward Jenner, né le 17 mai 1749 à Berkeley (Gloucestershire) où il meurt le 26 janvier 1823 , membre de la Royal Society, est un scientifique et médecin anglais qui étudie les sciences naturelles dans son environnement à Berkeley, en Angleterre.
Il est le premier médecin à étudier et mettre au point de façon scientifique le vaccin contre la variole. Edward Jenner est considéré comme le « père de l'immunologie ».

## Biographie
Edward Jenner naît le 17 mai 1749 à Berkeley en Angleterre. Il fut formé à Chipping Sodbury, dans le Gloucestershire comme apprenti de M. Ludlow, un chirurgien, pendant huit ans à partir de l'âge de 14 ans. Jenner partit pour Londres en 1770 en vue d'étudier la chirurgie et l'anatomie sous la direction du chirurgien John Hunter et également à l’université St George de Londres. Hunter était un expérimentateur renommé qui fut plus tard membre de la Royal Society.
William Osler rapporte que Jenner était un étudiant à qui Hunter répétait une maxime de William Harvey, très célèbre dans le milieu médical (et caractéristique de l’époque des Lumières) : « Ne croyez pas, essayez ». Jenner fut très tôt remarqué par des hommes célèbres pour avoir fait progresser la pratique médicale et les institutions de la médecine. Hunter a continué à correspondre avec lui sur des sujets d'histoire naturelle et l’a recommandé à la Royal Society. De retour dans sa région natale en 1774, il devint médecin généraliste et chirurgien, exerçant son activité d’abord à Berkeley.
Jenner et d'autres collègues fondèrent une société de médecine à Rodborough dans le Gloucestershire et ils se réunissaient pour dîner ensemble et lire des documents traitants de sujets médicaux. Jenner a apporté sa contribution à des articles sur l’angine de poitrine, l’ophthalmie, les maladies des valves cardiaques et fit des observations sur la vaccine. Il a également appartenu à une société analogue qui se réunissait à Alveston, près de Bristol.
Dans le domaine de la cardiologie, il était partisan de la théorie expliquant l'angine de poitrine par les calcifications observables sur les coronaires. Mais si cette théorie semble plus proche de la vérité que les théories concurrentes de l'époque (« névralgie » pour l'école française, par exemple), il faut se garder d'y voir simplement une correspondance avec l'explication moderne par l'athérosclérose. En effet, la calcification n'était pas censée agir par le rétrécissement du calibre des artères, mais par l'obstacle que leur durcissement mettait à la dilatation du cœur.
Il fut élu membre de la Royal Society en 1788 à la suite d'une étude détaillée sur la vie méconnue du coucou dans son nid en combinant pour son étude l’observation, l’expérimentation et la dissection.

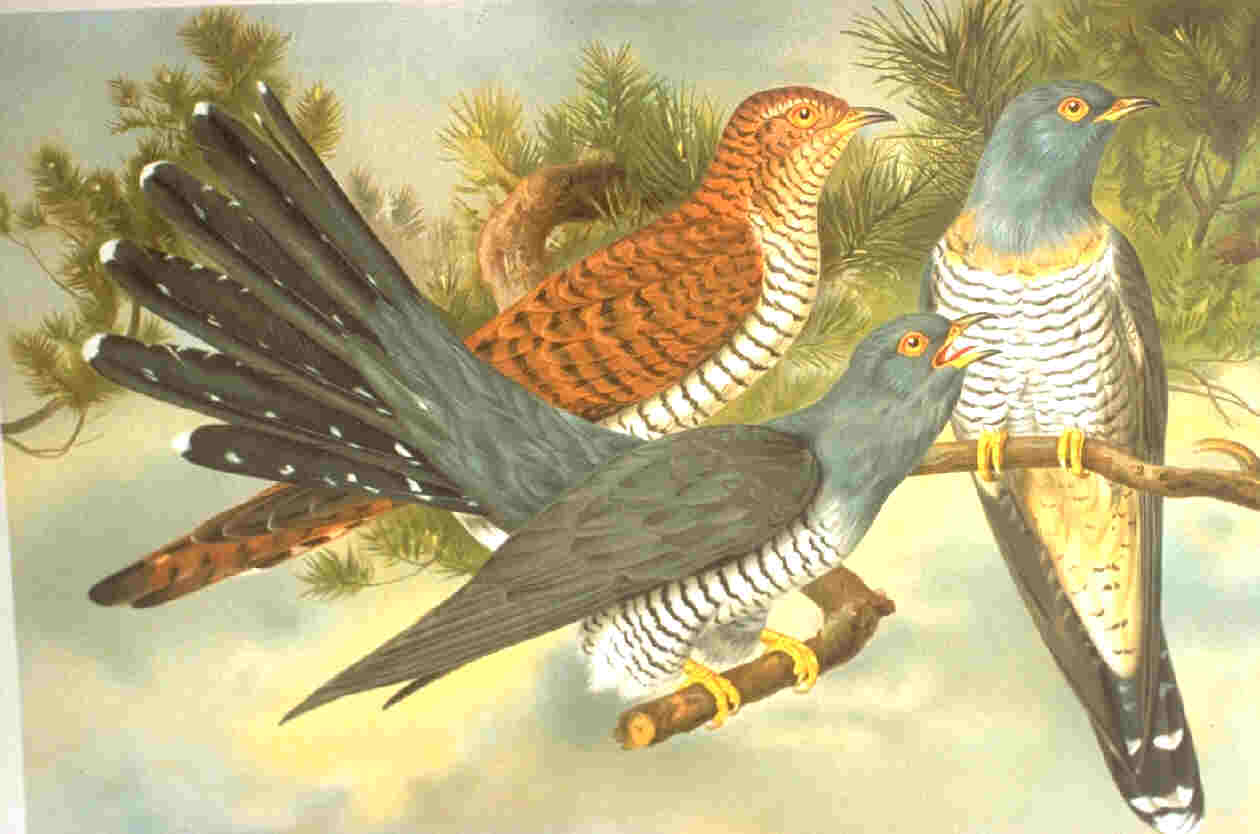
Coucou gris.

La description par Jenner du coucou tout juste éclos poussant les œufs et les oisillons de son hôte hors du nid a été confirmée au XXe siècle lorsqu’il est devenu possible de le photographier. Ayant observé son comportement, il a mis en évidence une adaptation anatomique du bébé coucou qui présente une dépression dans le dos qui n'était plus présente après 12 jours de vie et dans laquelle il rassemble les œufs et les autres poussins pour les pousser hors du nid. On avait supposé que les oiseaux adultes étaient responsables de cette pratique mais l'adulte n’est pas présent dans le nid suffisamment longtemps. Ses conclusions ont été publiées dans les Philosophical Transactions de la Royal Society en 1787.
Il a épousé en mars 1788 Catherine Kingscote (décédée en 1815 d’une tuberculose) qu’il avait rencontrée lorsque les aérostats sont apparus dans l’actualité des sciences et qu’il les avait expérimentés avec d'autres curieux. Au cours de la tentative, son ballon a atterri à Kingscote Parc, propriété d’Anthony Kingscote dont Catherine était l'une des trois filles.
En 1792, il obtient son doctorat en médecine de l’université de St Andrews.
Il quitte peu après le comté du Gloucestershire où il est né, et lorsque James Cook l'invite à participer à son second voyage autour du monde, il refuse.
Edward Jenner était franc-maçon.

### Le vaccin
Au XVIIIe siècle, la variole ou « petite vérole » était redoutée, car un tiers de ceux qui contractaient la maladie en mouraient et ceux qui survivaient étaient généralement défigurés. Voltaire rapporte que 60 % des personnes contractaient la variole et que 20 % de la population en mourait.
Six personnes au moins en Angleterre et en Allemagne (Sevel, Jensen, Jesty 1774, Rendall, Peter Plett 1791) avaient expérimenté avec succès la possibilité d'utiliser une maladie bénigne commune aux vaches et aux humains, la vaccine, comme moyen d'immunisation contre la variole chez l'Homme. Ainsi en 1769, le docteur Jobst Bose, un fonctionnaire du Holstein vivant à Gottingen, montre qu'une protection contre la variole peut être acquise via le lait de vaches malades de la vaccine, et en 1774 un agriculteur du Dorset, Benjamin Jesty, réussit à induire une immunité artificielle chez sa femme et ses deux enfants avec la vaccine au cours d'une épidémie de variole. Mais ce n’est qu’à la suite des travaux de Jenner, soit une vingtaine d'années après ces premières expériences, que le procédé sera largement compris. Il est d'ailleurs généralement admis que Jenner n'était pas au courant du succès de Jesty et est arrivé indépendamment aux mêmes conclusions.
| Théorie initiale de Jenner |
| Edward pense que la source initiale de l'infection est une maladie des chevaux, appelée la grease qui était transmise aux vaches par les ouvriers agricoles et, après transformation, se manifestait sous l’aspect de la vaccine. Sur ce point, il avait raison, le détour par le cheval étant sûrement dû à une coïncidence. |

En partant de l'observation courante que les trayeuses ne contractaient généralement pas la variole, Jenner a théorisé que le pus présent dans les vésicules des trayeuses qui avaient contracté la vaccine (une maladie semblable à la variole, mais beaucoup moins virulente), protégeait les trayeuses de la variole. Il est possible qu’il ait été aidé par le fait d’avoir entendu l’histoire de Benjamin Jesty et peut-être d'autres pionniers qui avaient délibérément infecté leurs familles par la vaccine et constaté une réduction des risques dans ces familles.
Le 14 mai 1796, Jenner a testé sa théorie en inoculant James Phipps, un jeune garçon de huit ans, avec le contenu (du pus) des vésicules de vaccine de la main de Sarah Nelmes, une trayeuse qui avait contracté la vaccine transmise par une vache nommée Blossom. Phipps a été le dix-septième cas décrit dans le premier article de Jenner sur la vaccination.
Jenner inocula Phipps avec le pus de la vaccine dans les deux bras le même jour, en grattant le pus des vésicules de Nelmes avec un morceau de bois puis en le transférant sur les bras de Phipps. Cette inoculation a provoqué de la fièvre et un malaise général, mais pas de maladie grave. Plus tard, il a inoculé Phipps selon la technique de la variolisation qui était auparavant la méthode de routine pour obtenir l'immunité contre la maladie. Aucune maladie ne s’est déclarée. Jenner a indiqué que plus tard, le garçon a été de nouveau soumis à la variolisation et n’a pas non plus présenté de signe d'infection.
| Faits connus : la variole était plus dangereuse que la variolisation et la vaccine moins dangereuse que la variolisation.            |
| Hypothèse testée : l’infection par la vaccine pourrait conférer une immunité contre la variole.                                      |
| Le test : si la variolisation ne parvient pas à déclencher une infection, c’est la preuve que Phipps est immunisé contre la variole. |
| Conséquence : l’immunité contre la variole peut être induite avec davantage de sécurité.                                             |

Il poursuit ses recherches et les transmet à la Royal Society, qui n'avait pas publié le rapport initial. Après l'amélioration de la méthode et d’autres travaux, il publie une étude sur vingt-trois cas. Certaines de ses conclusions étaient correctes et d’autres erronées — les méthodes modernes de microbiologie et de microscopie peuvent permettre de répéter cette étude plus facilement. La communauté médicale, aussi prudente à l’époque qu’aujourd'hui, étudia ses conclusions un certain temps avant de les accepter. Finalement, la vaccination fut acceptée et, en 1840, le gouvernement britannique interdit la variolisation et encouragea la vaccination gratuite.
Le vaccin contre la variole a ensuite été accepté dans toute l'Europe. Napoléon Ier tiendra même à ce que son fils, le roi de Rome, reçoive le traitement préventif. Louis Odier (1748-1817), médecin suisse qui a vécu à Londres, contribue à son adoption en Suisse et en France.

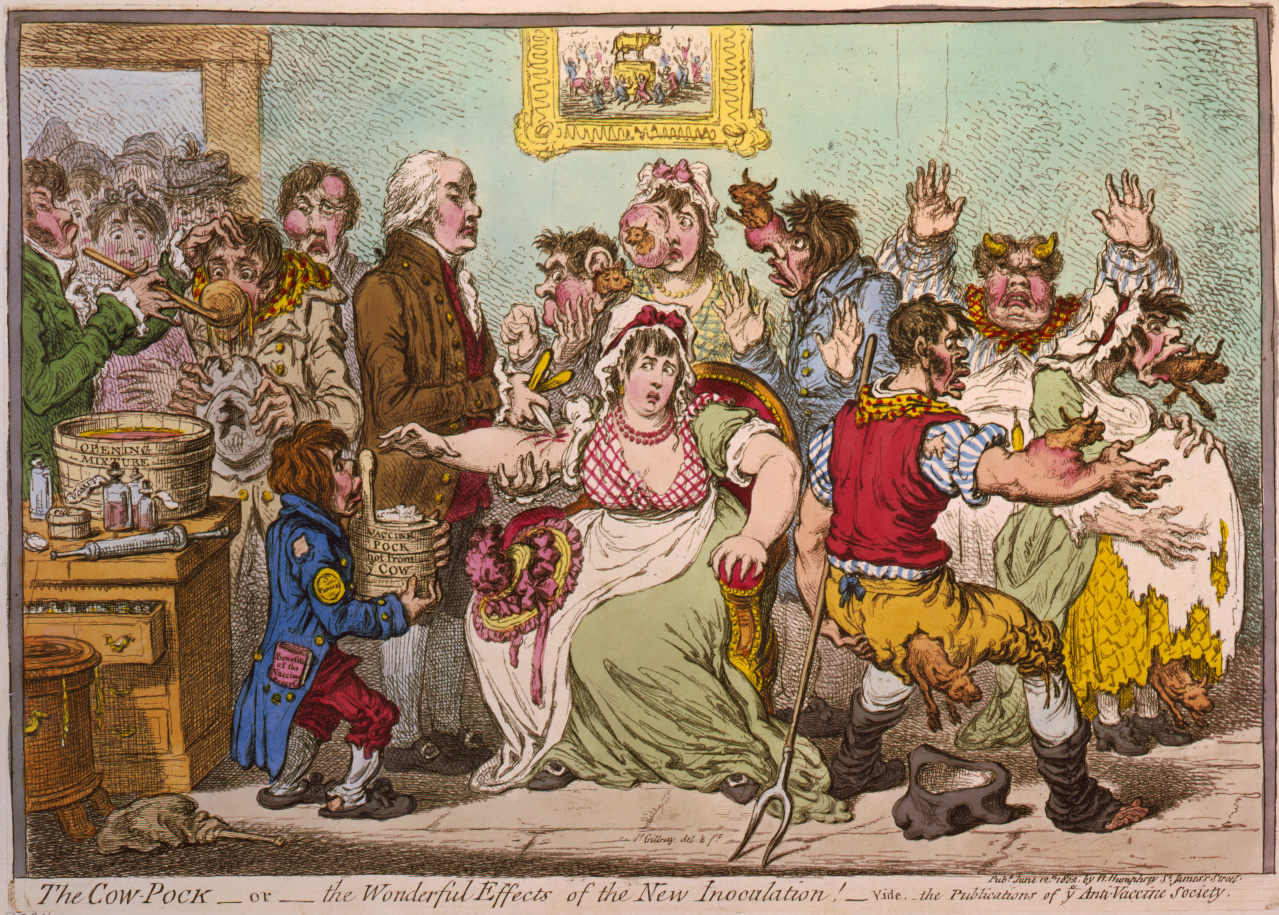
Caricature publiée en 1802 de Jenner vaccinant des patients qui craignaient qu'il leur fasse pousser des cornes de vaches.

La poursuite de ses travaux sur la vaccination empêchait Jenner de continuer sa pratique médicale habituelle. Appuyé par ses collègues et après une requête du Parlement, le roi lui accorda 10 000 £ pour ses travaux sur la vaccination. En 1806, il reçut à nouveau 20 000 £ pour ses travaux.
En 1803 à Londres, il s'est impliqué dans le développement de la Jennerian Institution, une société s'occupant de la promotion de la vaccination pour éradiquer la variole. En 1808, avec l'aide du gouvernement, cette société devient le National Vaccine Establishment. Jenner est membre de la Medical and Chirurgical Society à sa fondation en 1805, et il y présente un certain nombre de ses articles. C'est maintenant la Société Royale de Médecine.
De retour à Londres en 1811, il observe un nombre significatif de cas de variole survenus après une vaccination. Il constate que, dans ces cas, la gravité de la maladie a été considérablement atténuée par la vaccination antérieure. En 1821, il est nommé médecin éminent par le roi George IV, un honneur national, et a été élu maire de Berkeley et juge de paix. Il poursuit ses recherches dans le domaine de l'histoire naturelle. En 1823, dernière année de sa vie, il présente ses observations sur la migration des oiseaux à la Royal Society.
Edward Jenner est victime le 25 janvier 1823 d’une crise d’apoplexie qui s’est manifestée par une hémiplégie droite. Il n'a jamais récupéré de sa paralysie, et est mort le 26 janvier 1823, à 73 ans, des suites de ce qui était apparemment un accident vasculaire cérébral (il avait déjà subi une première attaque cérébrale). Il a eu un fils et une fille. Son fils aîné est mort de tuberculose à l'âge de 21 ans.

## Œuvre
En 1980, l’Organisation mondiale de la santé a déclaré que la variole était une maladie éradiquée. Ce résultat était le fruit d'une coordination des efforts de santé publique accomplis par de nombreuses personnes. Selon l'OMS, la vaccination a été une composante de ce succès dans quelques pays, mais ce sont les mesures de surveillance active et d'endiguement qui furent "en mesure de réaliser l'éradication dans un délai relativement bref", pour l'Inde par exemple. La maladie a été éradiquée, cependant des échantillons du virus sont conservés dans des laboratoires du Centers for Disease Control and Prevention (CDC) d’Atlanta (Georgie) aux États-Unis, et du State Research Center of Virology and Biotechnology (VECTOR) à l'oblast de Koltsovo à Novossibirsk, en Russie.

## Polémique
Benjamin Jesty, un agriculteur, avait, vingt ans avant les découvertes de Jenner, été vacciné par la vaccine pour induire une immunité contre la variole. Il est admis que Jenner a fait la même découverte mais indépendamment, et surtout, qu'il a systématisé le processus de façon scientifique.

## Hommages

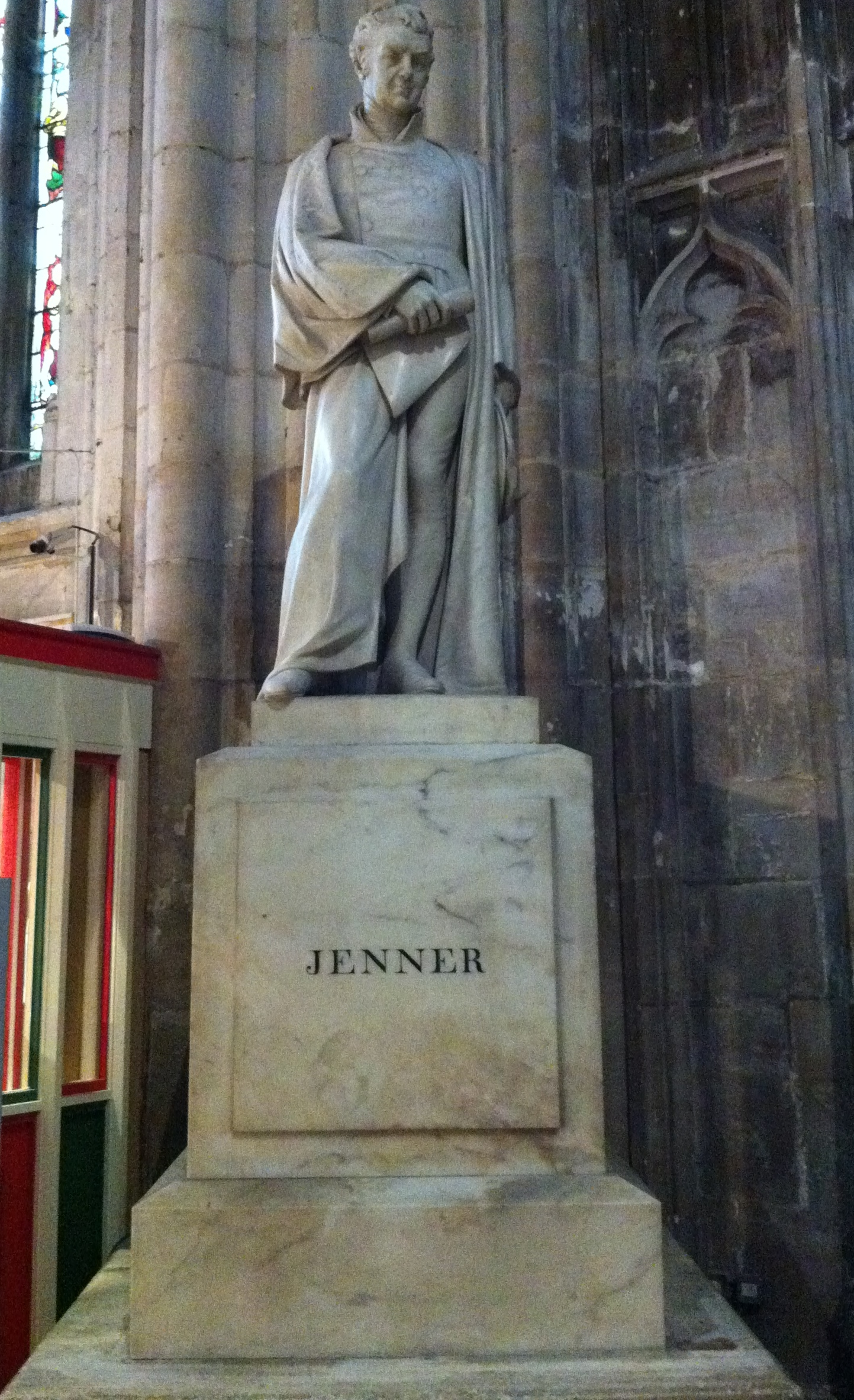
Statue d'Edward Jenner à la cathédrale de Gloucester, par Robert William Sievier (1823).

- La maison de Jenner est aujourd'hui un petit musée où sont exposées, entre autres, les cornes de la vache Blossom. Il est situé au village de Berkeley dans le Gloucestershire.
- Le mot vaccination vient du latin vaccinia, de vacca, vache.
- Jenner a été enterré dans le chœur de l'église paroissiale de Berkeley.
- Une statue de marbre, due à Robert William Sievier, a été érigée dans la nef de la Cathédrale de Gloucester.
- Une statue a été érigée à Trafalgar Square et plus tard, déménagée à Kensington Gardens[2].
- Près du petit village de Uley, dans le Gloucestershire Downham Hill est connu localement sous le nom de La colline de la variole, probablement en raison du travail que Jenner a effectué à cet endroit sur la maladie.
- L’Université St-Georges de Londres possède une aile qui porte son nom, ainsi qu'un buste de l’illustre médecin[11].
- Un petit groupe de villages du comté de Somerset, aux États-Unis, ont été baptisés en l'honneur de Jenner au début du XIXe siècle par les colons anglais, y compris des bourgades qui sont maintenant les villes de Jenner Township, Jenner Crossroads et Jennerstown. La population de toutes ces villes est d'environ 6 000 personnes au total.
- Les premières vaccinations en France eurent lieu à Boulogne-sur-Mer le 18 juin 1800 sur trois petites filles de la rue des Pipots. En souvenir de cette première vaccination, le 11 septembre 1865, fut inaugurée la statue du docteur Edward Jenner, située au pied des fortifications de la Vieille Ville.
- En 1867, la rue des Deux-Moulins à Paris prend le nom de rue Jenner.
- Une rue porte son nom à Bruxelles (Belgique)
- Les populations qui n'ont pas connu la vaccination sont appelées par les archéologues et historiens les sociétés préjenneriennes.
- Une rue à Nantes porte son nom (la rue Jenner)
- Un tunnel ainsi qu'une place au Havre porte son nom (le tunnel Jenner)
- Une rue à Lille porte son nom (la rue du Docteur Jenner)

## Publications
- 1798 An Inquiry Into the Causes and Effects of the Variolæ Vaccinæ
- 1799 Further Observations on the Variolœ Vaccinœ
- 1800 A Continuation of Facts and Observations relative to the Variolœ Vaccinœ 40 pages
- 1801 The Origin of the Vaccine Inoculation 12 pages